# Kóixkino (Vladímir)
|  | Per a altres significats, vegeu «Kóixkino». |

Kóixkino (en rus: Кошкино) és un poble de l'óblast de Vladímir, a Rússia, segons el cens del 2010 no tenia cap habitant. Pertany al districte municipal de Mélenki.